# Gerhard Lorth

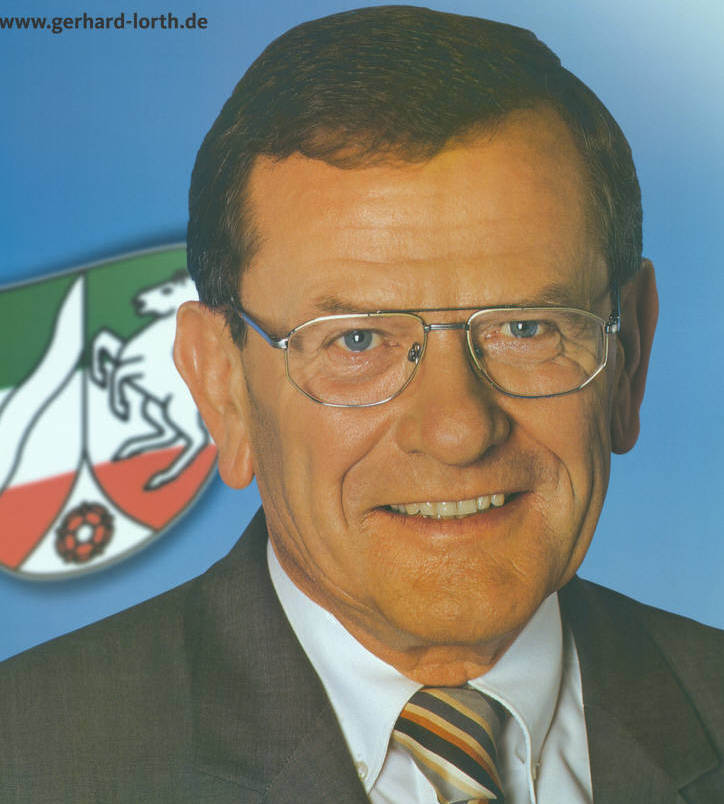
Gerhard Lorth auf einem Wahlplakat zur Landtagswahl 2005

Gerhard Lorth (* 15. November 1944 in Heidelberg) ist ein deutscher Politiker (CDU). Er war von 2000 bis 2010 Abgeordneter des Landtags von Nordrhein-Westfalen.

## Leben
Lorth absolvierte nach der Mittleren Reife im Jahr 1959 eine Ausbildung zum Verwaltungsangestellten in der Kommunalverwaltung. Anschließend leistete er von 1964 bis 1966 den 18-monatigen Grundwehrdienst bei der Bundeswehr ab. Schließlich war er als Angestellter und Beamter im Gesamtdeutschen Ministerium tätig (ab 1969 Bundesministerium für Innerdeutsche Beziehungen). Seit der Wiedervereinigung Deutschlands war er im Bundesinnenministerium als Oberamtsrat tätig. Seit seinem Einzug in den Landtag von Nordrhein-Westfalen im Jahr 2000 ist er beurlaubt.

## Politik
Lorth ist seit 1968 Mitglied der CDU. Von 1969 bis 1974 war er im Vorstand der Jungen Union in Bonn-Hardtberg, deren Vorsitzender er von 1972 bis 1974 war. Von 1996 bis 2002 war er Beisitzer im CDU-Kreisvorstand Bonn. Von 1975 bis 2000 vertrat er seine Partei im Rat der Stadt Bonn und von 1975 bis 2008 in der Bezirksvertretung Bonn-Hardtberg. Von 1984 bis 2008 war er Bezirksvorsteher des Bonner Stadtbezirks Hardtberg. Von 1984 bis zum 31. Januar 2001 war er Mitglied der Landschaftsversammlung Rheinland. Seit 1989 war er Mitglied im Bezirksplanungsrat Köln, wo er von 1994 bis 1999 Vorsitzender der CDU-Gruppe war. Vom Januar 2000 bis zum 31. März 2001 war Lorth Vorsitzender des Bezirksplanungsrates. Seit dem 1. April 2001 war er Mitglied des Regionalrates Köln und des Braunkohlenausschusses. Seit Januar 2000 war er Vorsitzender des Regionalrates Köln. Seit Juni 2000 (damals Wahlkreis Bonn III, 2005 Bonn II) war er Abgeordneter des Landtags von Nordrhein-Westfalen, wo er als ordentliches Mitglied dem Ausschuss für Bauen und Verkehr und dem Ausschuss für Kommunalpolitik und Verwaltungsstrukturreform angehörte.
Dem 2010 gewählten Landtag gehört er nicht mehr an.